# Lifting Shadows Off a Dream
«Lifting Shadows off a Dream» es la novena pista del álbum Awake, de la banda de metal progresivo Dream Theater. La letra fue escrita por John Myung, así como la melodía principal. Durante el video 5 Years in a LIVEtime, en la pista de comentarios, al aparecer el clip en vivo de la canción, la banda le preguntó a John Myung sobre el significado de la lírica, a lo cual respondió que era una explicación demasiado larga y personal, y que tal vez luego lo explicaría. Aunque no lo hizo, se puede intuir que la letra está dirigida a una mujer.
La canción es versionada en el video 5 Years in a LIVEtime, siendo añadida una introducción.